# Harold McMunn
Harold Edgar McMunn (6. října 1902 – 5. února 1964) byl kanadský reprezentační hokejový útočník.
S reprezentací Kanady získal jen jednu zlatou olympijskou medaili (1924).

## Úspěchy
- ZOH - 1924